# Samuelssonia
- Commons
- Wikispecies

Samuelssonia Urb. & Ekman, 1929, segundo o Sistema APG II, é um gênero botânico da família Acanthaceae

## Espécies
- Samuelssonia verrucosa